# 天漫
天漫是由湖南天闻动漫有限公司主办，《天漫》杂志社出版的系列杂志品牌，实际管理者为广州天闻角川动漫有限公司，在中国大陆发行。旗下杂志共有《天漫·赤风》、《天漫·蓝色》（《BLue》）、《天漫·轻小说》三种，三者共用杂志刊号。

## 天漫·赤风

### 概要
- 于2011年9月5日正式创刊，创刊时刊名为《天漫》。

- 每月5日发行。創刊起单期204页（黑白176P/彩色28P）。2012年3月號为400頁[1]。

- 于2012年9月号起，缩减彩页提升黑白漫画页面，单期更变为216页（黑白208P/彩色8P）[2]。

- 2013年8月25日，《天漫》9月号改版为《天漫·赤风》，单期页数由216页增加至256页，开本则由16开缩小至32开。发行日期不变，但为配合同社即将上市、每月20日发售的女性向综合杂志《天漫·蓝色》，改称为“上半月号”。杂志定位为“架空奇幻杂志”[3]。

- 2014年4月25日，《天漫•赤风》5月号刊载休刊公告，宣布自同年6月号起休刊。

### 刊物风格
在以挖掘培养本土原创作品外，兼以代理日本角川旗下的漫画作品，及推出游戏改编漫画作品。
参与举办角川漫画新人赏，并设天闻角川特别赏。

### 增刊
- 天漫特刊·凉宫春日的漫画合集（2011年6月6日）※1期[4]

### 主要连载作品
- 连载中作品以粗体表示。
- 不含中短篇及合辑作品。
- 排序依刊载顺序及刊号为顺。

|    | 作品名                   | 漫画                    | 原作                                           | 开始                       | 完结/休载                | 附注                                                         |
| -- | ------------------------ | ----------------------- | ---------------------------------------------- | -------------------------- | ------------------------ | ------------------------------------------------------------ |
| 1  | 新世纪福音战士           | 贞本义行                | khara工作室、GAINAX                            | 2011年9月号 2011年9月5日   | 2012年2月号 2012年2月5日 | 特别连载完结，作品未完结                                     |
| 2  | 机动战士敢达UC           | 颜开文化                | 福井晴敏原著 富野由悠季、矢立肇原案            | 2011年9月号 2011年9月5日   | 2013年7月号 2013年7月5日 |                                                              |
| 3  | 凉宫春日的忧郁           | Summer Zoo              | 谷川流原著 伊东杂音人物原案                    | 2011年9月号 2011年9月5日   | 不明                     |                                                              |
| 4  | 家“宅”平安               | APO                     | —                                              | 2011年9月号 2011年9月5日   | 连载中                   |                                                              |
| 5  | 初·末 ONCE AGAIN         | BUDDY                   | 风息神泪                                       | 2011年9月号 2011年9月5日   | 2012年4月号 2011年4月5日 |                                                              |
| 6  | 花牌绮谈                 | 李昀RiYUN               | —                                              | 2011年9月号 2011年9月5日   | 不明                     | [ 5 ]                                                        |
| 7  | 仙剑奇侠传五             | IP君                    | 大宇资讯                                       | 2011年10月号 2011年10月5日 | 连载中                   |                                                              |
| 8  | 提督大人与迷失的七海结界 | Zoo Studio              | —                                              | 2011年11月号 2011年11月5日 | 2012年3月号 2012年3月5日 | 休载                                                         |
| 9  | 欢迎光临便利店           | MASK                    | —                                              | 2011年12月号 2011年12月5日 | 连载中                   |                                                              |
| 10 | 幸运☆星                  | 美水镜                  | —                                              | 2012年3月号 2012年3月5日   | 连载中                   |                                                              |
| 11 | 10号露兰                 | 于彦舒                  | —                                              | 2012年3月号 2012年3月5日   | 2013年7月号 2013年7月5日 |                                                              |
| 12 | 引灵师                   | MAISAKI                 | —                                              | 2012年3月号 2012年3月5日   | 连载中                   | 2011年12月号刊载短篇 第五回角川漫画新人赏 天闻角川特别赏作品 |
| 13 | 请勿擅自定下契约         | 赵迎乐                  | —                                              | 2012年3月号 2012年3月5日   | 连载中                   |                                                              |
| 14 | Fate/Zero                | Shinjiro                | 虚淵玄(Nitroplus)、TYPE-MOON                   | 2012年4月号 2011年4月5日   | 2012年6月号 2011年6月5日 | 特别连载                                                     |
| 15 | 猫狗一家亲·便利店        | MASK                    | —                                              | 2012年4月号 2012年4月5日   | 连载中                   | 《欢迎光临便利店》衍生作品                                   |
| 16 | “葵”光在地球之时         | 翁志强（CHuN/友善文创） | 野村美月原著 竹冈美穗人物原案 山崎风爱分镜构成 | 2012年7月号 2012年7月5日   | 连载中                   |                                                              |
| 17 | 色即是空                 | 杨颖红                  | —                                              | 2012年8月号 2012年8月5日   | 不明                     |                                                              |
| 18 | 异色北冕战歌             | Loli武士                | 风息神泪                                       | 2012年9月号 2012年9月5日   | 连载中                   |                                                              |
| 19 | 赤猫                     | 徐璐                    |                                                | 2012年9月号 2012年9月5日   | 连载中                   |                                                              |
| 19 | 隔云端                   | 李堃                    | 丽端                                           | 2013年7月号 2013年7月5日   | 连载中                   |                                                              |

### 中短篇
- 小飒与不可思议的灵魂融合（炎龙紫绪）（2011年11月号刊载）
- 幻想地誌Utopism（小雲）（2012年1月号—3月号刊载）
- 梦想之翼（MAISAKI）（2012年2月号刊载）
- 朝华纪事（脚本：风息神泪／漫画：Loli武士）（2012年2月号—3月号刊载）※第五届新星杯故事型原创漫画大赛金奖、集英社奖作品
- 魔偶之心（Scarlet Arthur）（2012年3月号—4月号刊载）
- 文学社里的恶魔（绿蜥蜴X仔）（2012年5月号—6月号刊载）
- 梦想之翼（MAISAKI）（2012年2月号刊载）
- 昆仑雪（幽·灵）（2012年6月号—7月号刊载）※第六回角川漫画新人赏 天闻角川特别赏作品
- 犨·Troll（脚本：海分形／漫画：威莱特）（2013年1月号—3月号刊载）
- 公主殿下的堂堂出走（黑糖MiMi）（2013年4月号刊载）
- 予龙歌（江其言）（2013年6月号刊载）※第八回角川漫画新人赏 天闻角川特别赏作品
- 华乐（榭一）（2013年8月号—刊载）

## 天漫·蓝色（BLue）
- 2013年9月10日创刊[7]。

- 每月20日发行（实际发售日期为每月10日），创刊时为32开开本，2014年10月号起调整为16开[8]。

- 内容兼顾小说和漫画形式，主要面向女性读者。

- 配合同社《天漫·赤风》，称为“下半月号”。

## 天漫·轻小说
- 2011年9月20日创刊。

- 每月20日发行。

- 前十二期（2011年9月-2012年8月）附赠副刊32P全彩绘本漫画别册《画匣子》。

- 自2013年3月号起同步推出电子版，因版权原因内容非完整实体书版[9]。

- 于2013年5月号宣布自同年6月号起更变为电子杂志[10]，实体版停止发行[11]。

- 电子杂志在天闻角川官方电子阅读网站TK-Store、亚马逊中国Kindle商店、多看阅读等渠道发行。目前最后一期为2014年4月号，处于实质休刊状态。

### 主要连载作品
- 连载中作品以粗体表示。
- 不含中短篇、闪作等作品。
- 排序依刊载顺序及刊号为顺。

|    | 作品名              | 作者       | 绘者                           | 开始                        | 完结                        | 附注                 |
| -- | ------------------- | ---------- | ------------------------------ | --------------------------- | --------------------------- | -------------------- |
| 1  | 谢谢你！坏运        | B.L.       | REI                            | 2011年9月号 2011年9月20日   | 2012年2月号 2012年2月20日   |                      |
| 2  | 灵刻系列            | 双子星罗   | 亚音                           | 2011年9月号 2011年9月20日   | 连载中                      | 第一部完             |
| 3  | 皇帝的学园系列      | 闲晴       | 草芥                           | 2011年9月号 2011年9月20日   | 2012年11月号 2012年11月20日 | 第一、第二、第三部完 |
| 4  | 可回收废品          | +空+       | NEWREIN                        | 2011年9月号 2011年9月20日   | 2012年1月号 2012年1月20日   |                      |
| 5  | 耳食者系列          | 王雨辰     | 线团兔                         | 2011年11月号 2011年11月20日 | 连载中                      | 不定期刊载           |
| 6  | 莱尔&路梅系列       | 迟卉       | 维维特→黑漆                    | 2011年12月号 2011年12月20日 | 连载中                      |                      |
| 7  | V++青春期生理研究社 | 席未来     | 于小发                         | 2012年3月号 2012年3月20日   | 连载中                      |                      |
| 8  | 东方大小姐的S女教室 | 非瓴       | spirtie(第一部) 桂秋祺(第二部) | 2012年3月号 2012年3月20日   | 连载中                      | 第一、第二部完       |
| 9  | 精算师系列          | 海潮探长   | Giaour                         | 2012年7月号 2012年7月20日   | 连载中                      | 2012年2月号刊载短篇  |
| 10 | 黄龙天空            | 墨熊       | DomotoLain                     | 2012年9月号 2012年9月20日   | 2012年12月号 2012年12月20日 | 蜻蜓姬三部曲第二部   |
| 11 | 无用神力兄弟会      | 钻石咖啡鸦 | 炎铃                           | 2012年10月号 2012年10月20日 | 连载中                      | 第一部完             |
| 12 | 月与火犬            | 星子       | ZEN                            | 2012年11月号 2012年11月20日 | 连载中                      | 第一部完             |
| 13 | 翼之影              | 水果君     | 喜喜果                         | 2012年12月号 2012年12月20日 | 连载中                      |                      |
| 14 | 十方谭              | 岁闲君     | 妖魔君                         | 2013年1月号 2013年1月20日   | 连载中                      |                      |
| 15 | 光耀启明星          | 墨熊       | DomotoLain                     | 2013年3月号 2013年3月20日   | 2013年7月号 2013年7月20日   | 蜻蜓姬三部曲第三部   |

### 中短篇
- 刀剑神域番外 黑色剑士（川原砾著，abec绘）（2011年9、10月号刊载）※收錄於第2卷
- 浩瀚之锡前传 莲花（逸清著，ky绘）（2011年9、10月号刊载）
- Brain Plus！考试大作战（比比著，ZEN绘）（2011年9月号刊载）
- 初夏夜之梦（阿卡子著，李昀RiYUN绘）（2011年9月号刊载）
- 钢幕（猫葳著，线团兔绘）（2011年10月号刊载）
- 我是你的家庭教师！（春日幽铃著，角年千兆绘）（2011年10月号刊载）
- 喜乐蒂的沉默（席未来著，NU.绘）（2011年11、12月号刊载）
- 灼眼的夏娜番外 赤眼的夏娜（高桥弥七郎著，伊东杂音绘）（2011年12月号刊载）※收錄於第0卷
- 灼眼的夏娜番外 灰姑娘夏娜（高桥弥七郎著，伊东杂音绘）（2012年1月号刊载）※收錄於第0卷
- 今川老师（王雨辰著，ENO绘）（2012年1月号刊载）
- 消逝的谎言（白饭如霜著，Nu.绘）（2012年1月号刊载）
- 灼眼的夏娜番外 典礼（高桥弥七郎著，伊东杂音绘）（2012年2、3月号刊载）※收錄於第S卷
- 三明治与泡面（两色风景著，X仔绘）（2012年2月号刊载）
- 荒堡幻舞（由·得林洛斯著，西瓜绘）（2012年2月号刊载）
- 古北口莫入！（马伯庸著，ZEN绘）（2012年3月号刊载）
- 指甲油、笔、NIKE（B.L.著，绘）（2012年3月号刊载）
- 失踪的被害人与幽灵作家（桃符著，绘）（2012年3月号刊载）
- 绝地魔师 前传 魔师的秘密（朱古力著，ANDY H绘）（2012年3月号刊载）
- 命运的序列号（墨熊著，佐又绘）（2012年4月号刊载）
- 金刚（王雨辰著，线团兔绘）（2012年4月号刊载）
- 美少女恋爱事件簿（阿碧丝著，ANDY H绘）（2012年4月号刊载）
- A先生的罗宾（Nix著，mia绘）（2012年4月号刊载）
- 眼镜与法师（钻石咖啡鸦著，黑糖MiMi绘）（2012年4月号刊载）
- 刀剑神域番外 圈内事件（川原砾著，abec绘）（2012年5-8月号刊载）※收錄於第8卷
- 雪鸮最后的飞行（九十九十八著，X仔绘）（2012年5月号刊载）※2012角川華文輕小說暨插畫大賞短篇金赏
- 黑街（钻石咖啡鸦著，捱目西绘）（2012年5月号刊载）
- 采物语（笨玖著，ZEN绘）（2012年5月号刊载）
- 负能量病（梦结局著，五月艾绘）（2012年5月号刊载）
- 翡翠（鏡指針著，mskmc绘）（2012年6月号刊载）※2012角川華文輕小說暨插畫大賞短篇银赏
- 白鸟（墨熊著，ZEN绘）（2012年6月号刊载）
- 离空（Nature著，捱目西绘）（2012年6月号刊载）
- 护发乳、狮子、火车（B.L.著，SIN绘）（2012年6月号刊载）
- 痒（钻石咖啡鸦著）（2012年7月号刊载）
- 月光池俱乐部（古都迷路著，萧狱绘）（2012年7月号刊载）
- 时之诗（阿卡子著，ANDY H绘）（2012年7月号刊载）
- 奇迹日之风暴时刻（阿不著，AoCean绘）（2012年8月号刊载）※2012角川华文轻小说大赏评委特别提名作品，选自该届长篇参赛作《奇迹日》改作
- 世界运行不幸的法则（热晓著，拌糖公爵绘）（2012年8月号刊载）
- 加速世界番外 远日的水声（川原砾著，HIMA绘）（2012年9月号刊载）※收錄於第10卷
- 溯流前来的访客（+空+著，Wits绘）（2012年9、10月号刊载）
- 丽露的舌尖（钻石咖啡鸦著，X仔绘）（2012年9月号刊载）
- 我与吸血鬼的非日常（古都迷路著，喵九绘）（2012年10月号刊载）
- 地图师（翊著，三三得九绘）（2012年10月号刊载）
- 加速世界番外 对决（川原砾著，HIMA/abec绘）（2012年11月号刊载）※收錄於第10卷
- 大台北绘卷（潇湘神著，shishio绘）（2012年11月号刊载）※2012角川華文輕小說暨插畫大賞短篇铜赏
- 暮柳镇往事（因可觅著，X仔绘）（2012年11月号刊载）
- 绑匪与蒲公英（村树著，和哉绘）（2012年11月号刊载）
- 艾丽卡（古都迷路著，ANDY H绘）（2012年11月号刊载）
- 三原色（漠然之止著，X仔绘）（2012年11月号刊载）
- 樱花庄的宠物女孩 神田空太日常的一天（鸭志田一著，沟口凯吉绘）（2012年12月号刊载）※收錄於第5.5卷
- 浩瀚之锡番外 学园之锡（逸清著，ky绘）（2012年12月号刊载）
- 水月名伶夜不寐（甚音著，天吟绘）（2012年12月号刊载）
- 记忆出走（时序著，大夫绘）（2012年12月号刊载）
- 十分之一的幸运（似水灰木著，超合金鸡叉饭绘）（2012年12月号刊载）
- 潜猫（恩顾著，天吟绘）（2013年1月号刊载）
- 樱花庄的宠物女孩 三鹰仁迈向成人的阶梯（鸭志田一著，沟口凯吉绘）（2013年1月号刊载）※收錄於第5.5卷
- 我的小规模天国（马木甬著，猫猫莲绘）（2013年1月号刊载）
- LOST仙人掌物语（阿碧丝著，萧狱绘）（2013年1月号刊载）
- 河伯庙女仆咖啡屋（翊著，大夫绘）（2013年1月号刊载）
- 弹指瞬移（两色风景著，ANDY H绘）（2013年2、3月号刊载）
- 樱花庄的宠物女孩 青山七海少女的圣诞节（鸭志田一著，沟口凯吉绘）（2013年2月号刊载）※收錄於第5.5卷
- 桃之夭夭（雪诺著，夏小卷绘）（2013年2月号刊载）
- 绝对游戏彼女的攻略（热晓著，spirtie绘）（2013年2月号刊载）
- 我的妹妹一点也不可爱！（萧十一狼著，ANDY H绘）（2013年2月号刊载）
- 樱花庄的宠物女孩 另一个圣诞夜（鸭志田一著，沟口凯吉绘）（2013年3月号刊载）※收錄於第5.5卷
- 山神的新娘（时序著）（2013年3月号刊载）
- 通往云端（似水灰木著）（2013年3月号刊载）
- 拉仇恨的神（Tommy著）（2013年3月号刊载）
- 你有时间吗（+空+著）（2013年4、5月号刊载）
- 彼得鲁什卡（天瓶座著，于阑绘）（2013年4月号刊载）
- 不会长大的老师（羽衣若若著，月色火焰绘）（2013年4月号刊载）
- 师父？有问题！（萧十一狼著，草芥绘）（2013年4月号刊载）
- 只眼的上帝（LSD荒神著，Giaour绘）（2013年4月号刊载）
- 扭蛋里的衰神（四合著，X仔绘）（2013年4月号刊载）
- 机械少女恋爱学（古都迷路著）（2013年5月号刊载）
- 记忆限锁（墨铭著）（2013年5月号刊载）
- 胧·黑魔女的仆从（纯蓝耳麦著）（2013年5月号刊载）
- 魔法钟与指引星（棉兔著）（2013年5月号刊载）
- 神的孩子（夜夜森森著）（2013年5月号刊载）
- 魔物新娘（右银著，线团狸绘）（2013年6月号刊载）
- 最后一次的初恋（+空+著，Thewits绘）（2013年7月号刊载）
- 主角光环（羽衣若若著，线团兔绘）（2013年8月号刊载）

## 发行方式
实体杂志采用32开印刷。采用左翻胶装。通过邮政订购、书报亭、一般杂志零售通路发售，同时亦有推出特约书报亭。
电子杂志分别于天闻角川的网络阅读平台TK-Store、中国电信天翼阅读网站、中国移动手机动漫基地等数字平台发行，具体形式与各平台不同而有所差别。

## 其他
- 关于《天漫轻小说》2、3月号内文标题设计未经授权之道歉启事（页面存档备份，存于）

## 关联
- 角川漫画新人赏
- 角川华文轻小说暨插画大赏
- 广州天闻角川动漫有限公司